# بلو والی ورونا
بلو والی ورونا (انگلیسی: BluVolley Verona) یک باشگاه حرفه‌ای والیبال واقع در ورونا، ایتالیا است. این باشگاه در سری آ والیبال ایتالیا حضور دارد و 
بازیکن حرفه ای ایرانی، امین اسماعیل نژاد در این باشگاه توپ میزند.